# اولنا هاکوبیان
اولنا هراچیکی هاکوبیان (اوکراینی: Олена Грачиківна Акопян؛ زادهٔ ۴ اکتبر ۱۹۶۹) شناگر و ورزشکار ورزش دوگانه ارمنی‌تبار اهل اوکراین است.
از افتخارات وی می‌توان به کسب ۱ مدال طلا ۸ مدال نقره و ۶ مدال برنز در بازی‌های پارالمپیک ۱۹۹۶ آتلانتا، ۲۰۰۰ سیدنی، ۲۰۰۴ آتن و ۲۰۰۸ پکن اشاره نمود.